# 布宜诺斯艾利斯卡比尔多

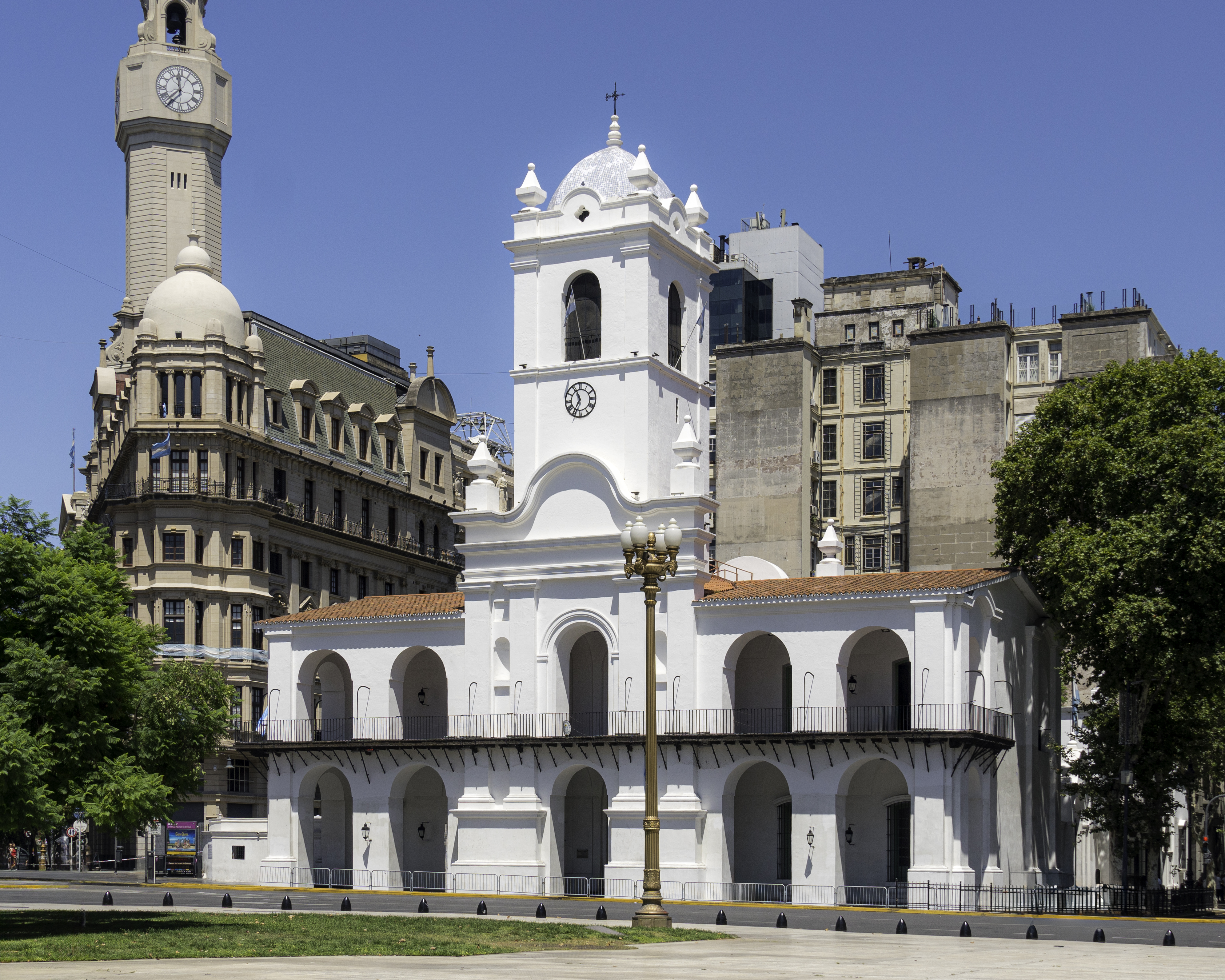
布宜诺斯艾利斯卡比尔多

布宜诺斯艾利斯卡比尔多（西班牙語：Cabildo de Buenos Aires）位于布宜诺斯艾利斯的五月广场，曾是殖民地时期的市议会和拉普拉塔总督辖区的总督府。现在是一座博物馆。
卡比尔多大楼多年来它发生了许多变化。

## 历史

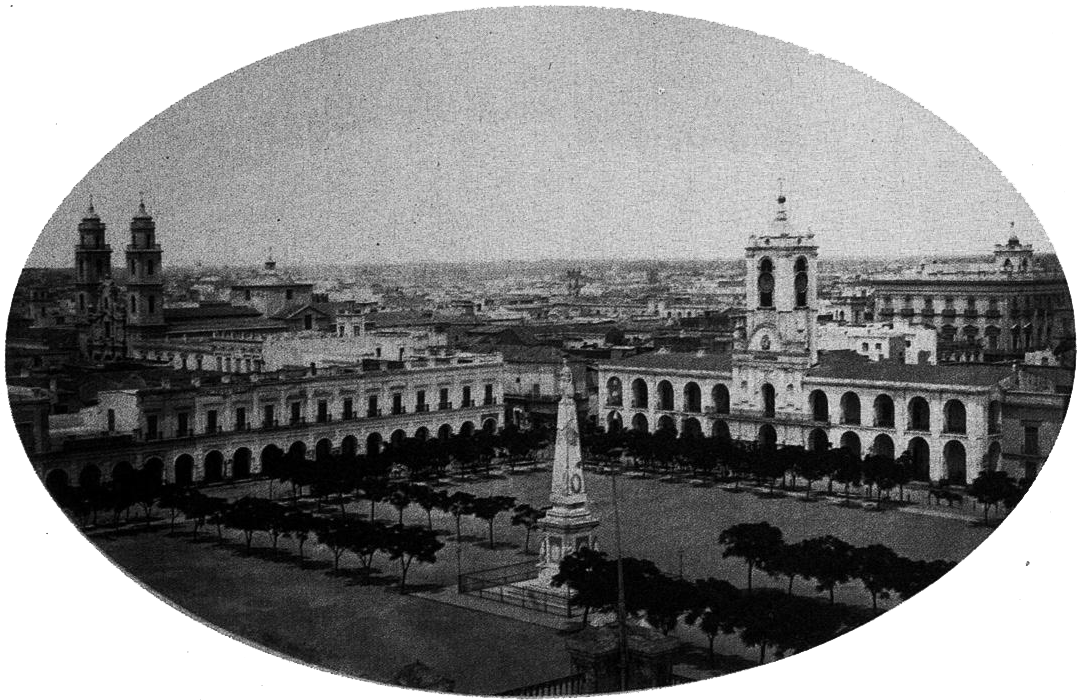
1867年的卡比尔多有11个拱

1608年，市长曼努埃尔·德·弗里亚斯（Manuel de Frías）提议修建，因为市政府缺少这样一座建筑。建筑费用来自港口的税收。1610年完成。但是不久就发现规模太小，必须扩建。
1682年，由于缺少维修，这座建筑几乎坍塌，因此计划修建两层高、11拱宽的新卡比尔多大楼。新楼的兴建开始于1725年7月23日，1728年停顿，1731年重新开始，但由于缺少资金再度中止。 新楼的塔楼完成于1764年，直到1810年五月革命爆发，这座建筑尚未完成。
1880年，建筑师佩德罗·伯努瓦将塔楼升高到10米。1889年，为了给五月大道让路，西北的三个拱被拆除。1931年，东南的三个拱也被拆除，为罗卡大道让路，于是塔楼又恢复到居中的位置，但是原来的11个拱只剩下5个拱。
1940年，建筑师马里奥·布斯基亚索（Mario Buschiazzo）利用各种原始档案，恢复了这座建筑的殖民地特色。

## 现状
目前，卡比尔多开设卡比尔多和五月革命国立博物馆（Museo Nacional del Cabildo y la Revolución de Mayo），展出18世纪的绘画，手工艺品，服装和珠宝。
34°36′32″S 58°22′25″W / 34.608809°S 58.373684°W